# تیم ملی کبدی مردان پاکستان
تیم ملی کبدی پاکستان نماینده پاکستان در بین‌المللی کبدی است . فدراسیون کبدی پاکستان مدیریت این تیم را بر عهده دارد.

## بررسی
به عنوان یک ورزش بومی ، کبدی کم و بیش در تمام مناطق روستایی پاکستان انجام می شود. این ورزش در جنوب آسیا بسیار پرطرفدار است و در آن مردم با روحیه و شور و شوق زیادی بازی می کنند. 
کبدی به سبک محبوب ترین شکل ممکن در پاکستان و همچنین بیشتر کشورهای آسیای جنوبی برگزار می شود به همین دلیل از آن در بازی های جنوب شرقی آسیا استفاده می شود.
فدراسیون کبدی پاکستان در سال ۱۹۶۴ تشکیل شد. اولین مسابقات کشوری کبدی در سطح ملی در سال ۱۹۶۶ برگزار شد. میان محمد یاسین واتو نخستین رییس جمهور و چودری محمد صدیق به عنوان دبیرکل فدراسیون. 

## بازی‌های آسیایی
- ۱۹۹۰- برنز [۳]
- ۱۹۹۴- برنز [۴]
- ۱۹۹۸- نقره [۵]
- ۲۰۰۲- برنز [۶]
- ۲۰۰۶- نقره [۷]
- ۲۰۱۰- برنز
- ۲۰۱۴- برنز
- ۲۰۱۸- برنز

## جام جهانی
- ۲۰۱۰- دوم [۸]
- ۲۰۱۱- برنز [۹]
- ۲۰۱۲- دوم [۱۰]
- ۲۰۱۳ - دوم
- ۲۰۱۴- دوم
- ۲۰۱۶- شرکت نکرد
- ۲۰۲۰- قهرمان. پاکستان با نتیجه ۴۳-۴۱ هند را شکست داد

## بازی‌های آسیای جنوبی
- ۱۹۸۵- برنز [۱۱]
- ۱۹۸۷- برنز [۱۲]
- ۱۹۸۹- نقره [۱۳]
- ۱۹۹۱- گنجانده نشده است [۱۴]
- ۱۹۹۳- طلا [۱۵]
- ۱۹۹۵- برنز [۱۶]
- ۱۹۹۹- نقره [۱۷]
- ۲۰۰۴- نقره [۱۸]
- ۲۰۰۶- نقره [۱۹]
- ۲۰۱۰- نقره [۲۰]